# 侯恂 (成化進士)
侯恂（1439年—1498年），字誠之，陝西西安府同州白水縣人，明朝政治人物。進士出身。

## 生平
景泰七年（1456年）陝西鄉試第二十二名。成化二年（1466年）丙戌科會試第一百八十二名，殿試登進士第二甲第八十名。任户部主事，出爲山东按察司佥事，歷湖广按察司副使。弘治二年（1489年），升山东按察使。擢都察院右佥都御史，巡撫大同。转副都御史，巡撫山西。改提督操江，管理江防事务。

## 家族
曾祖父侯仲良。祖父侯文禮。父侯復，曾任教諭。